# Szymon Kiecana
Szymon Kiecana (26 marzo 1989) è un ex altista polacco.

## Palmarès
| Anno | Manifestazione   | Sede     | Evento        | Risultato | Prestazione | Note |
| ---- | ---------------- | -------- | ------------- | --------- | ----------- | ---- |
| 2011 | Europei under 23 | Ostrava  | Salto in alto | 4º        | 2,21 m      |      |
| 2012 | Europei          | Helsinki | Salto in alto | 6º        | 2,24 m      |      |
| 2013 | Mondiali         | Mosca    | Salto in alto | 25º (q)   | 2,17 m      |      |